# I Have No Mouth, and I Must Scream
Cet article concerne le jeu vidéo. Pour la nouvelle de science-fiction de laquelle il est issu, voir Je n'ai pas de bouche et il faut que je crie.
I Have No Mouth, and I Must Scream est un jeu vidéo d'aventure développé par The Dreamers Guild et édité en 1995 par Cyberdreams sur PC.
Il est à l'origine issu d'une nouvelle écrite par Harlan Ellison et sortie en 1967. Réécrit par Ellison lui-même, I have no mouth and I must scream suit les aventures de 5 personnages dans le monde d'A.M; un super ordinateur ayant réduit le monde à néant.
Il est à noter que c'est Ellison qui fait la voix d'A.M dans la version originale.

## Histoire

### Synopsis
Le monde a été détruit par A.M, un ordinateur surpuissant créé par les humains. Cependant, A.M a décidé de garder en vie et captifs, 5 humains auxquels il fait subir les pires sévices.
Voilà 109 ans que Ellen, Gorrister, Nimdok, Benny et Ted, rendus immortels, doivent partager leur quotidien avec l'ordinateur.
L'aventure démarre par un « jeu » lancé par A.M qui propose aux 5 personnages de les libérer s'ils arrivent à terminer chaque quête qu'il leur a préparé.
Le joueur doit alors choisir avec quel personnage il va démarrer l'aventure. Dès que ce dernier aura terminé son scénario, le joueur devra en choisir un autre jusqu'à ce qu'il n'en reste plus. L'aventure se termine ainsi en plein cœur d'A.M où le joueur devra choisir un personnage souhaitant mettre fin à tout ce chaos.

### Personnages
I Have No Mouth, and I Must Scream est un jeu comportant des personnages torturés.
Ted est le personnage le moins touché par A.M, c'était un agent immobilier qui a abusé de la confiance des gens. Il est désormais enclin à de vives crises de paranoia.
Ellen est une jeune femme traumatisée par un viol qu'elle a subi dans un ascenseur. Elle a désormais une peur panique de la couleur jaune, chose dont A.M va se servir à de multiples reprises.
Benny était un homme particulièrement attirant que A.M a rendu laid et animal. Il est à présent une sorte de singe avec des organes génitaux particulièrement développés. Dans l'aventure il ne parle pas et A.M pour le punir davantage lui a coupé les tendons d'achille, ce qui ne lui permet pas de marcher correctement.
Gorrister est un ancien routier et ayant perdu sa femme, la culpabilité le ronge.
Nimdok est un ancien scientifique Nazi qui a fait de nombreuses expériences sur les enfants et les prisonniers sous le 3e Reich.

### Fins alternatives
Il est à noter qu'Harlan Ellison lui-même ne souhaitait pas que le jeu se termine bien.
Le scénario propose donc un challenge intéressant puisqu'au final, le joueur ne réussira pas réellement à sauver ses personnages.
Toutefois, il existe deux fins.
1. AM gagne la partie, se servant des recherches de Nimdok afin de transformer le dernier personnage en une sorte d'immonde limace sans bouche. On entend alors ce personnage dire en fond « Je n'ai pas de bouche et il faut que je crie » ou en anglais "I Have No Mouth, and I Must Scream".
2. AM perd la partie, permettant au dernier personnage de faire exploser tout l'ordinateur et de ce fait ses 5 prisonniers. Toutefois, 750 humains actuellement cryogénisés sur la lune sont réveillés et la terre redevient petit à petit un espace habitable.

### Différences avec le livre
Il n'y a en réalité que très peu de points communs avec la nouvelle d'Ellison. En effet cette dernière tient sur une vingtaine de pages et n'explore pas ou très peu les différentes histoires des personnages.
Dans la nouvelle écrite, Benny n'est pas soldat. Et Ellen n'a pas de répulsion pour le sexe dont elle est au contraire particulièrement friande, portant sa préférence sur Benny dont elle apprécie la sauvagerie libidineuse.
A.M, dans le livre en langue française, se prénomme M.A.
De plus, ces derniers sont à l'origine à la recherche de boites de conserve afin de se nourrir. Ils parcourent ainsi des centaines et des centaines de km avant de parvenir aux grottes de glace où se trouvent ces fameuses boites.
Malheureusement pour eux, A.M ne leur a pas fourni d'ouvre boite ce qui ne leur permet pas d'ouvrir les conserves afin d'en manger leurs contenus. Benny va alors devenir fou et s'en prendre à Gorrister...
La fin de l'aventure se termine cependant comme dans le jeu, quatre personnages meurent et sont donc « sauvés », tandis que l'un d'eux se transforme en grosse limace gélatineuse... Le livre se termine par ces mots : "I Have No Mouth, and I Must Scream".

## Système de jeu
I Have No Mouth, and I Must Scream est un point & click dans lequel le joueur évolue au moyen de différentes actions (huit au total) et d'objets qu'il doit savoir utiliser au bon moment.

## Accueil
- Adventure Gamers : 4/5[1]

## Controverses
Le jeu contenant énormément de scènes de violence, il fut amputé du personnage de Nimdok en France et en Allemagne. Ce dernier étant nazi, les deux pays ont refusé de le faire apparaître dans le jeu. Pourtant, lui seul connait le code d'accès de la console dans le chapitre final permettant de terminer le jeu. Les autres personnages peuvent tout de même deviner ce code en essayant des combinaisons aléatoires au prix d'électrocutions. Le jeu fut également interdit aux moins de 18 ans,.

## Scènes coupées
L'émission britannique GamesMaster (1992-1999), en 1995, a réalisé un épisode "Special Gore" dans lequel était présenté des moments douloureux / choquants de jeux vidéo. Une partie était axée sur Je n'ai pas de bouche et je dois crier (qu'ils citent à tort "je n'ai pas de bouche, mais que je dois crier").
Dans ce document, ils montrent des scènes qui n'apparaissent pas dans le produit final:
- On peut voir dans la chambre froide dans le scénario de Gorrister des corps humains suspendus à des crochets. La version officielle remplace deux de ces corps par des morceaux de viande de bœuf.
- Un chiot est présent dans le scénario de Gorrister, dans un plan rapproché qui occupe tout l'écran. Le chiot semble malade et Gorrister semble pouvoir l'aider à retrouver sa santé; le commentateur précise que cela est possible en le nourrissant d'un cœur humain, en montrant Gorrister poignarder  Harry (scène qui n'est pas coupé dans la version final) et que le chiot aiderait Gorrister dans sa quête. Le chiot semble probablement se trouver dans le dirigeable, parmi les autres animaux électrocutés en cage.
- Dans la scène de "mort" d'Ellen, elle est attaquée par une silhouette chauve et maigre, devant un mur de pierre jaune. La version officielle présente une scène similaire où Ellen est attaquée par son violeur ressuscité, mais les ombres et le mur sont différents, l'assaillant porte un uniforme de gardien et l'attaque se déroule dans un ascenseur moderne. Il est possible que le violeur apparaisse à l’origine comme une momie puisque le scénario d’Ellen se déroule dans une pyramide égyptienne.
- Benny dévorant un bébé. Dans la version officielle, Benny trouve un berceau vide dans une grotte. Au début de son scénario, il a très faim et essaie de manger tout ce qu'il peut trouver, mais le vomit généralement avec du sang.